# Laurent Nkunda
Laurent Nkunda, även känd som Nkundabatware, född 2 februari 1967 i Norra Kivu, är ledare för rebellgruppen CNDP i östra Kongo-Kinshasa och efterlyst av Internationella brottmålsdomstolen (ICC) sedan september 2005.
1998 anslöt han sig till RCD-Goma. Han fick militär träning i Rwanda och utsågs till befälhavare för RCD-Gomas sjunde brigad. Han deltog i andra Kongokriget.
Nkunda erkänner inte 2003 års fredsavtal och vid krigsslutet drog han sig tillbaka till skogarna runt Masisi i Norra Kivu, tillsammans med två armébrigader som vägrat inlemma sig i den nya nationella armén.
Senare har han också förklarat att centralregeringen i Kinshasa är korrupt och inkompetent och måste avsättas. 2006 bildade Nkunda motståndsrörelsen CNDP.
Människorättsorganisationen Human Rights Watch har rapporterat hur Nkundas soldater begått upprepade övergrepp mot krigsfångar och civilbefolkning. Summariska avrättningar, tortyr och våldtäkter har ägt rum i Kisangani 2002, i Bukavu 2004 och i Norra Kivu 2006. Tiotusentals medlemmar av lokalbefolkningen har flytt sina hem.
Nkunda har 600–800 soldater i Sake, som ligger ett par mil väster om provinshuvudstaden Goma, helt nära gränsen till Rwanda.
I slutet av oktober 2008 intog Nkundas styrkor Goma. Söndagen den 17 november 2008 tog Nkunda emot FN:s särskilda sändebud för Kongo, Olusẹgun Ọbasanjọ i sin hemstad Jomba. Nkunda förklarade sig efter mötet villig att acceptera:
- ömsesidig vapenvila
- inledande av en fredsprocess under FN:s överinseende
- upprättande av en humanitär korridor

Den 23 januari 2009 meddelades att fransk-rwandisk-kongolesiska styrkor gripit Nkunda i Rwanda den 22 januari 2009 sedan han flytt från sitt fäste i Bunagana i Kongo-Kinshasa in i Rwanda.